# Wirtschaftshochschule Budapest
Die Wirtschaftsuniversität Budapest (ungarisch: Budapesti Gazdasági Egyetem; englisch: Budapest Business School, kurz BGE) ist eine staatliche Wirtschaftsuniversität in Budapest.

## Geschichte
Die Wirtschaftshochschule Budapest ist 1999 durch den Zusammenschluss der Wirtschaftsakademie Pest (von 1857), der Internationalen Handelsschule (von 1957) und der Akademie für Finanzwirtschaft und Rechnungswesen (von 1962) entstanden und diese drei Schulen bestehen heute im Aufbau der Wirtschaftshochschule weiter. Andere nennenswerte wirtschaftswissenschaftliche Hochschulen in Budapest sind die Corvinus-Universität Budapest für Wirtschaftswissenschaften und Staatsverwaltung und die Technische und Wirtschaftswissenschaftliche Universität Budapest.

## Aufbau

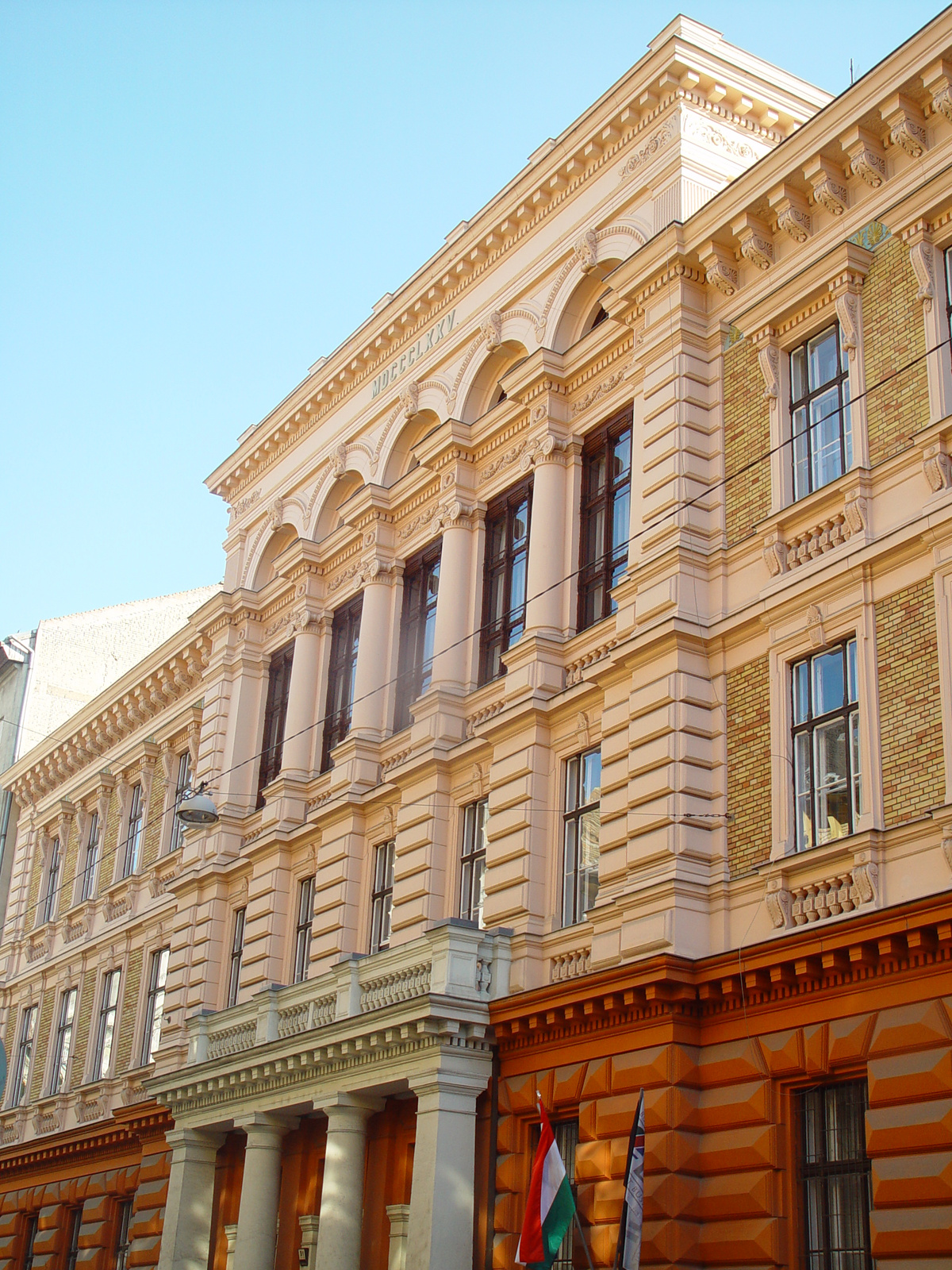
Das Rektorat im V. Budapester Bezirk

Die Wirtschaftsuniversität Budapest gliedert sich in die drei Schulen:
- Fakultät für Handel, Gastronomie und Tourismus;
- Fakultät für Internationales Management und Betriebswirtschaft;
- Fakultät für Finanzwirtschaft und Rechnungswesen –

und unterhält darüber hinaus weitere Einrichtungen an zwei Standorten in Salgótarján und Zalaegerszeg.